# خليفة سلمان
خليفة سلمان النعار لاعب كرة قدم قطري، ولد في (25 نوفمبر 1995)يلعب في نادي السيلية.

## مسيرة اللاعب
مثل نادي لخويا في الفئات السنية و لعب بعدها مع نادي معيذر ونادي البدع ونادي لوسيل ونادي السيلية.